# Liste der Biografien/Mr
Liste der Biografien |
Portal Biografien |
Personensuche
# |
A |
B |
C |
D |
E |
F |
G |
H |
I |
J |
K |
L |
M |
N |
O |
P |
Q |
R |
S |
T |
U |
V |
W |
X |
Y |
Z |
?
 
Ma |
Mb |
Mc |
Md |
Me |
Mf |
Mg |
Mh |
Mi |
Mj |
Mk |
Ml |
Mm |
Mn |
Mo |
Mp |
Mq |
Mr |
Ms |
Mt |
Mu |
Mv |
Mw |
Mx |
My |
Mz
Die Liste der Biografien führt alle Personen auf, die in der deutschsprachigen Wikipedia einen Artikel haben. Dieses ist eine Teilliste mit 193 Einträgen von Personen, deren Namen mit den Buchstaben „Mr“ beginnt.

## Mr
- Mr Egg (* 1959), britischer Musiker und Pionier der Acid House Music
- Mr. Credo (* 1972), russischer Sänger
- Mr. Da-Nos (* 1981), Schweizer DJ und Produzent
- Mr. Fuji (1934–2016), US-amerikanischer Wrestler und ManagerMr. Fuji (1934–2016)

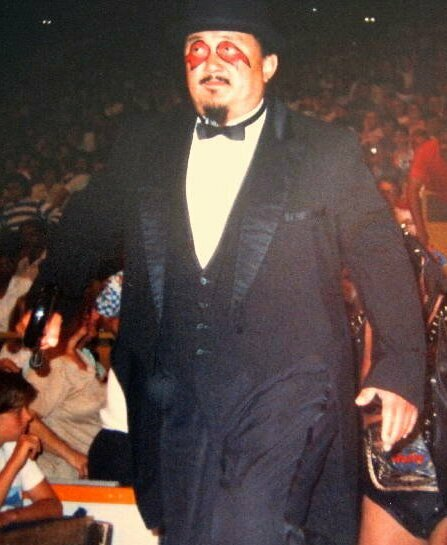
Mr. Fuji (1934–2016)

- Mr. Lawrence (* 1969), US-amerikanischer Synchronsprecher, Zeichner und Komiker
- Mr. Lif (* 1977), US-amerikanischer Rapper
- Mr. Long (* 1978), deutscher Rapper
- Mr. Lordi (* 1974), finnischer Rockmusiker
- Mr. Marcus (* 1970), US-amerikanischer Pornodarsteller
- Mr. Methane (* 1966), britischer Kunstfurzer
- Mr. Mike, Schweizer House-DJ, Produzent und Labelchef
- Mr. P!nk (* 1980), sri-lankisch-schweizerischer House-DJ und Produzent
- Mr. Probz (* 1984), niederländischer Rapper
- Mr. Rain (* 1991), italienischer Rapper
- Mr. Sam (* 1975), französischer Trance-DJ und Musikproduzent
- Mr. Schnabel, deutscher Hip-Hop-Künstler
- Mr. Scruff (* 1972), britischer DJ und Musiker
- Mr. T (* 1952), US-amerikanischer SchauspielerMr. T (* 1952)

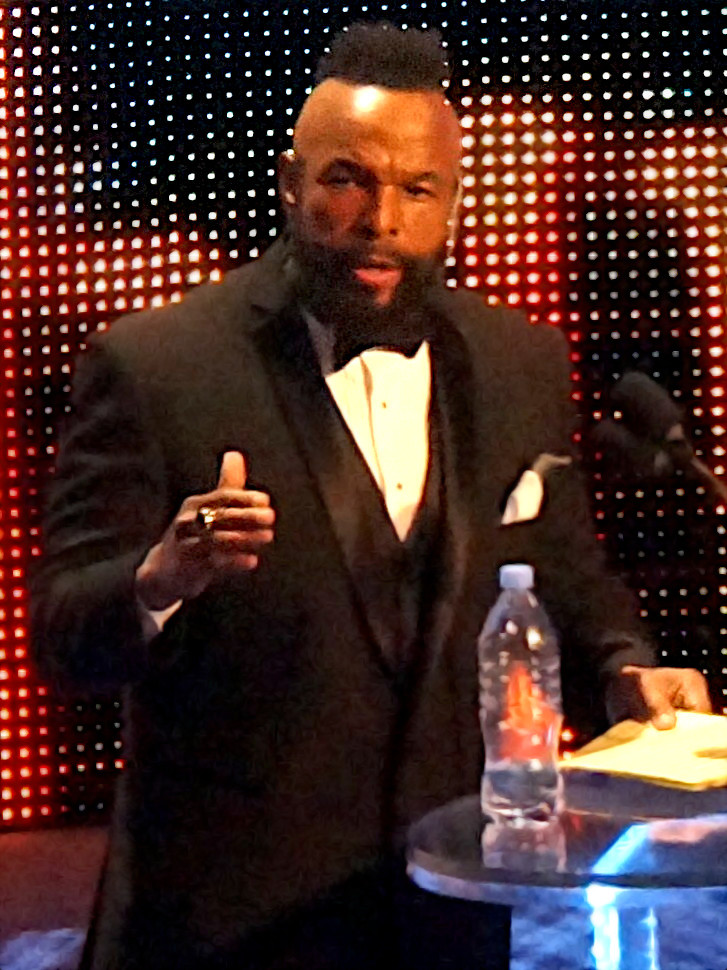
Mr. T (* 1952)

- Mr. Vegas (* 1975), jamaikanischer Dancehall-Sänger und -Singjay
- Mr. Wrestling II (1934–2020), US-amerikanischer Wrestler
- Mr.Kitty, US-amerikanischer Musikproduzent, Sänger und DJ

### Mra
- Mrabet, Jihane (* 1991), marokkanische Diskuswerferin
- Mrabet, Mohammed (* 1936), marokkanischer Schriftsteller
- Mrabet, Rachid (* 1964), marokkanischer Agronom
- Mrabet, Yasmin (* 1999), marokkanische Fußballspielerin
- Mrabti, Kerim (* 1994), schwedischer Fußballspieler
- Mrachacz, Jan (* 1977), deutscher Schauspieler
- Mračnikar, Andrina (* 1981), österreichische Regisseurin und Drehbuchautorin
- Mračnikar, Helga (* 1953), österreichische Slawistin, Verlegerin, Supervisorin und Übersetzerin slowenischer Literatur
- Mračnová, Mária (* 1946), slowakische Hochspringerin
- Mraczek, Joseph Gustav (1878–1944), deutscher Geiger, Komponist, Dirigent und Musiklehrer
- Mrad, Charles Georges (* 1969), libanesischer Geistlicher, Kurienbischof der Syrisch-katholischen Kirche
- M'Raihi, Ahmed (* 1978), tunesischer Radrennfahrer
- M‘Raihi, Amine (* 1986), tunesischer Musiker (Oud) und Psychiater
- Mrak Dolinar, Jelka (1925–2018), slowenische Schriftstellerin
- Mramba, Basil (1940–2021), tansanischer Politiker
- Mramor, Dušan (* 1953), slowenischer Ökonom und Politiker
- Mraović, Aleksandar (* 1997), österreichischer Boxer
- Mras, Gabriele M., österreichische Philosophin
- Mras, Karl (1877–1962), österreichischer klassischer Philologe
- Mrasek, Christian (* 1970), deutscher Filmregisseur
- Mrasek, Volker, deutscher Wissenschafts- und Hörfunkjournalist
- Mrashani, Simon (* 1964), tansanischer Marathonläufer
- Mratschek, Sigrid (* 1955), deutsche Althistorikerin
- Mratschkowski, Sergei Witaljewitsch (1888–1936), russischer Revolutionär und Führer der Roten Armee
- Mráv, Zsolt (* 1974), ungarischer provinzialrömischer Archäologe
- Mravac, Adnan (* 1982), bosnischer Fußballspieler
- Mravac, Anes (* 1989), schwedischer Fußballspieler und -trainer
- Mravíková, Lenka (* 1987), slowakische Fußballspielerin
- Mrawinski, Jewgeni Alexandrowitsch (1903–1988), sowjetischer Dirigent
- Mráz, Alois (* 1978), tschechischer Handballspieler und Handballtrainer
- Mraz, Franjo (1910–1981), jugoslawischer Maler
- Mraz, George (1944–2021), US-amerikanischer Jazzbassist
- Mraz, Gottfried (1935–2010), österreichischer Historiker und Archivar
- Mráz, Gustáv (* 1934), tschechoslowakischer Fußballspieler
- Mraz, Jason (* 1977), US-amerikanischer Musiker
- Mráz, Luděk, tschechoslowakischer Radrennfahrer
- Mraz, Lukas (* 1990), österreichischer Koch und Gastronom
- Mraz, Markus (* 1968), österreichischer Koch
- Mráz, Patrik (* 1987), slowakischer Fußballspieler
- Mraz, Samuel (* 1998), österreichischer Nordischer Kombinierer
- Mraz, Thomas (* 1975), österreichischer SchauspielerThomas Mraz (* 1975)

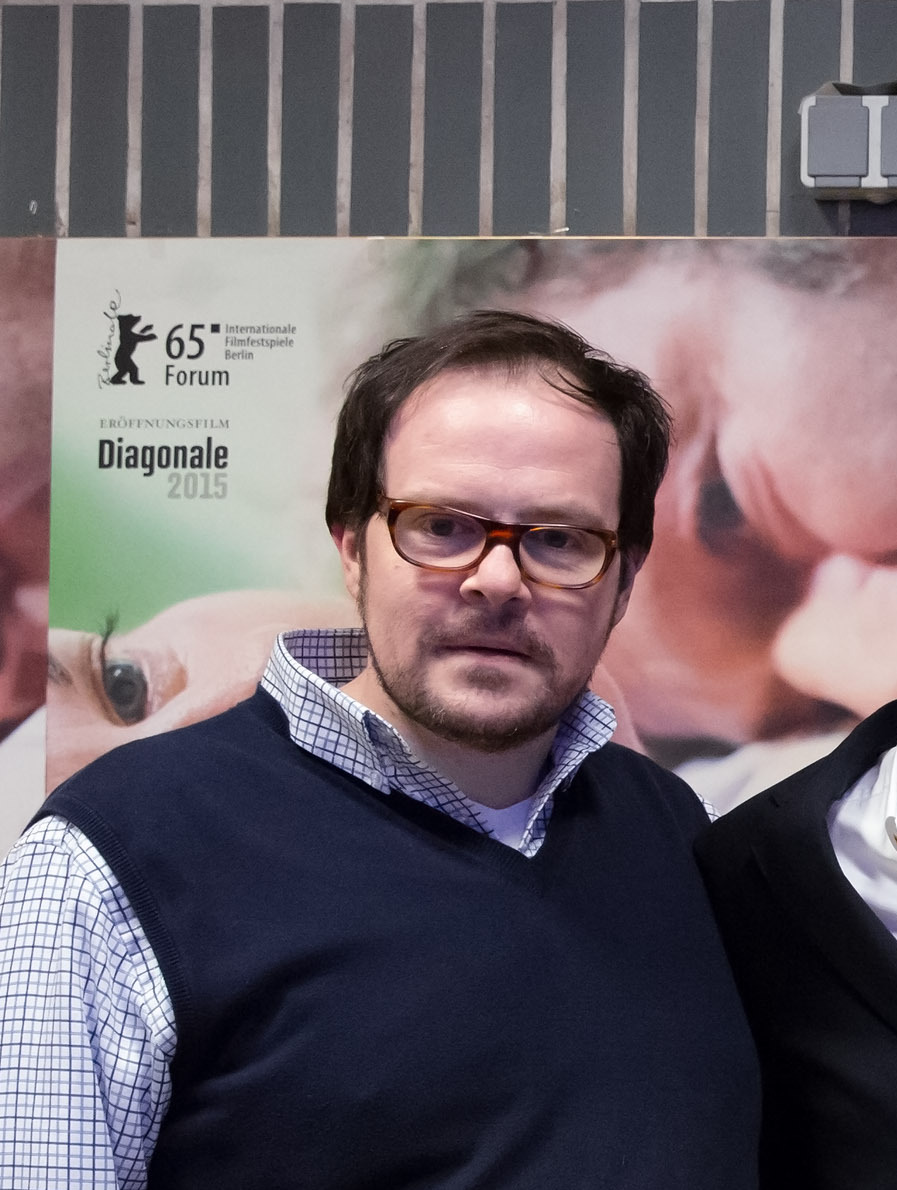
Thomas Mraz (* 1975)

- Mrazek, Celestyn (* 1941), tschechoslowakischer Basketballspieler und -trainer
- Mrazek, Harold (* 1973), Schweizer Basketballspieler
- Mrazek, Hugo (1891–1962), österreichischer Politiker
- Mrazek, Johann (* 1939), deutscher Geologe
- Mrázek, Petr (* 1992), tschechischer Eishockeytorwart
- Mrazek, Robert (* 1945), US-amerikanischer Romanautor und Abgeordneter der Demokratischen Partei für den Staat New York im Repräsentantenhaus der Vereinigten Staaten
- Mrázek, Roman (* 1962), slowakischer Geher
- Mrázek, Tomáš (* 1982), tschechischer Sportkletterer
- Mrázek, Václav (1925–1957), tschechoslowakischer Serienmörder
- Mrazek, Wilhelm (1913–1989), österreichischer Kunsthistoriker und Museumsleiter
- Mrázik, Augustín (1928–2011), slowakischer Bauingenieur und Ingenieurwissenschaftler
- Mrázková, Jana (* 1940), tschechische Eiskunstläuferin
- Mrazović, Avram (1756–1826), serbischer Wissenschaftler, Schriftsteller und Schulinspektor
- Mrazović, Ladislav (1849–1881), kroatischer Schriftsteller und Publizist
- Mrazović, Matija (1824–1896), kroatischer Jurist und Politiker

### Mrb
- MrBeast (* 1998), amerikanischer Webvideo-ProduzentMrBeast (* 1998)

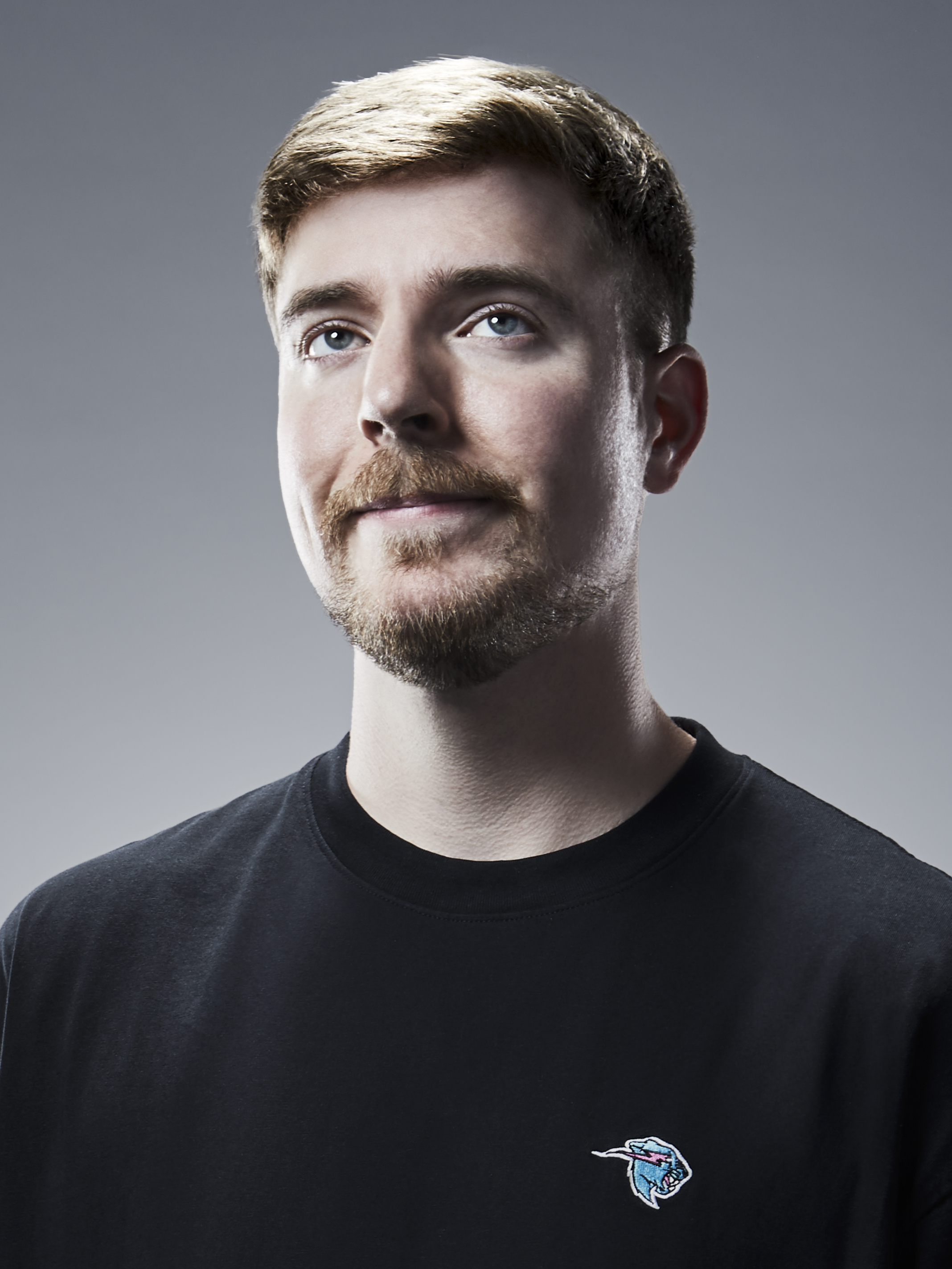
MrBeast (* 1998)

### Mrc
- Mrčić, Filip (* 1999), kroatischer Hochspringer

### Mrd
- Mrdak, Ivana (* 1993), serbische Volleyballspielerin
- Mrdak, Milija (* 1991), serbischer Volleyballspieler
- Mrdeža, Tereza (* 1990), kroatische Tennisspielerin
- Mrđa, Dragan (* 1984), serbischer Fußballspieler
- Mrdja, Nik (* 1978), australischer Fußballspieler
- Mrđenović, Marko (* 1984), kroatischer Handballspieler
- Mrduljaš, Duško (* 1951), jugoslawischer Ruderer

### Mre
- Mrema, Elizabeth (* 1957), tansanische Anwältin, Exekutivsekretärin der Biodiversitätskonvention der Vereinten Nationen

### Mri
- Mridha, Jonathan (* 1995), schwedischer Tennisspieler
- Mridul, Sandhya (* 1975), indische Schauspielerin
- Mrie, Loubna (* 1991), syrische Bürgerrechtsaktivistin
- Mrikik, Lahoussine (* 1972), marokkanischer Marathonläufer
- Mriksah, Sachem der Narraganset
- Mrisho, Zakia (* 1984), tansanische Langstreckenläuferin

### Mrk
- Mrkanović, Belmin (* 2000), bosnischer Langstreckenläufer
- Mrkela, Andrej (* 1992), serbischer Fußballspieler
- Mrkić, Ivan (* 1953), serbischer Diplomat und Politiker
- Mrklas, Monika (* 1942), deutsche Skilangläuferin und Radrennfahrerin
- Mrkonja, Jasmin (* 1958), jugoslawisch-bosnischer Handballspieler und -trainer
- Mrkonjic, Lukas (* 1999), österreichischer Skilangläufer
- Mrkos, Antonín (1918–1996), tschechischer Astronom
- Mrkšić, Mile (1947–2015), jugoslawischer Militär, Oberst der Jugoslawischen VolksarmeeMile Mrkšić (1947–2015)

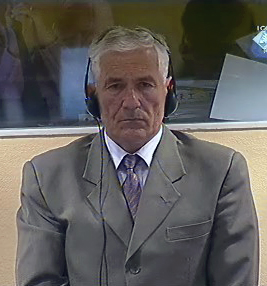
Mile Mrkšić (1947–2015)

- Mrkušić, Srđan (1915–2007), jugoslawischer Fußballtorhüter
- Mrkva, Haris (* 1996), bosnisch-herzegowinischer Eishockeyspieler und -trainer
- Mrkva, Tarik (* 2005), bosnisch-herzegowinischer Eishockeyspieler
- Mrkva, Tomáš (* 1989), tschechischer Handballtorwart
- Mrkvicka, Franz (* 1940), österreichischer Politiker (SPÖ), Wiener Stadtrat, Abgeordneter zum Nationalrat
- Mrkvička, Jan (1884–1916), bulgarischer Botaniker
- Mrkvička, Jan Václav (1856–1938), tschechisch-bulgarischer Maler
- Mrkvička, Ladislav (1939–2020), tschechischer Schauspieler
- Mrkwicka, Kurt (* 1937), österreichischer Filmproduzent, Regisseur, Kameramann und Wasserspringer

### Mrm
- Mrmić, Marijan (* 1965), jugoslawischer bzw. kroatischer Fußballspieler und Torwarttrainer

### Mrn
- Mrnustik, Viktor (1902–1943), österreichischer Schlossergehilfe und Widerstandskämpfer gegen den Nationalsozialismus

### Mro
- Mrochen, Bastian (* 2002), deutscher Leichtathlet
- Mroczek, Eva, US-amerikanische Judaistin
- Mroczek, Honorata (1930–2022), polnische Turnerin
- Mroczek, Maciej (* 1973), polnischer Politiker (Ruch Palikota), Mitglied des Sejm
- Mroczinski, Hans (1922–2022), deutscher Maler
- Mroczkiewicz, Magdalena (* 1979), polnische Florettfechterin
- Mroczynski, Roswitha (* 1963), deutsche Handballspielerin
- Mrohs, Bernhard (* 1949), deutscher Maler und Musiker
- Mrohs-Czerkawski, Gabriela (* 1969), polnische Basketballspielerin
- Mrongovius, Christoph Cölestin (1764–1855), protestantischer Pastor, Schriftsteller, Linguist und Übersetzer
- Mrongovius, Karl-Hermann (* 1937), deutscher Pianist
- Mronz, Alexander (* 1965), deutscher Tennisspieler und Sportfunktionär
- Mronz, Dieter (* 1944), deutscher Politiker (SPD), Oberbürgermeister von Bayreuth
- Mronz, Johannes (1930–1998), deutscher Architekt
- Mronz, Michael (* 1967), deutscher SportmanagerMichael Mronz (* 1967)

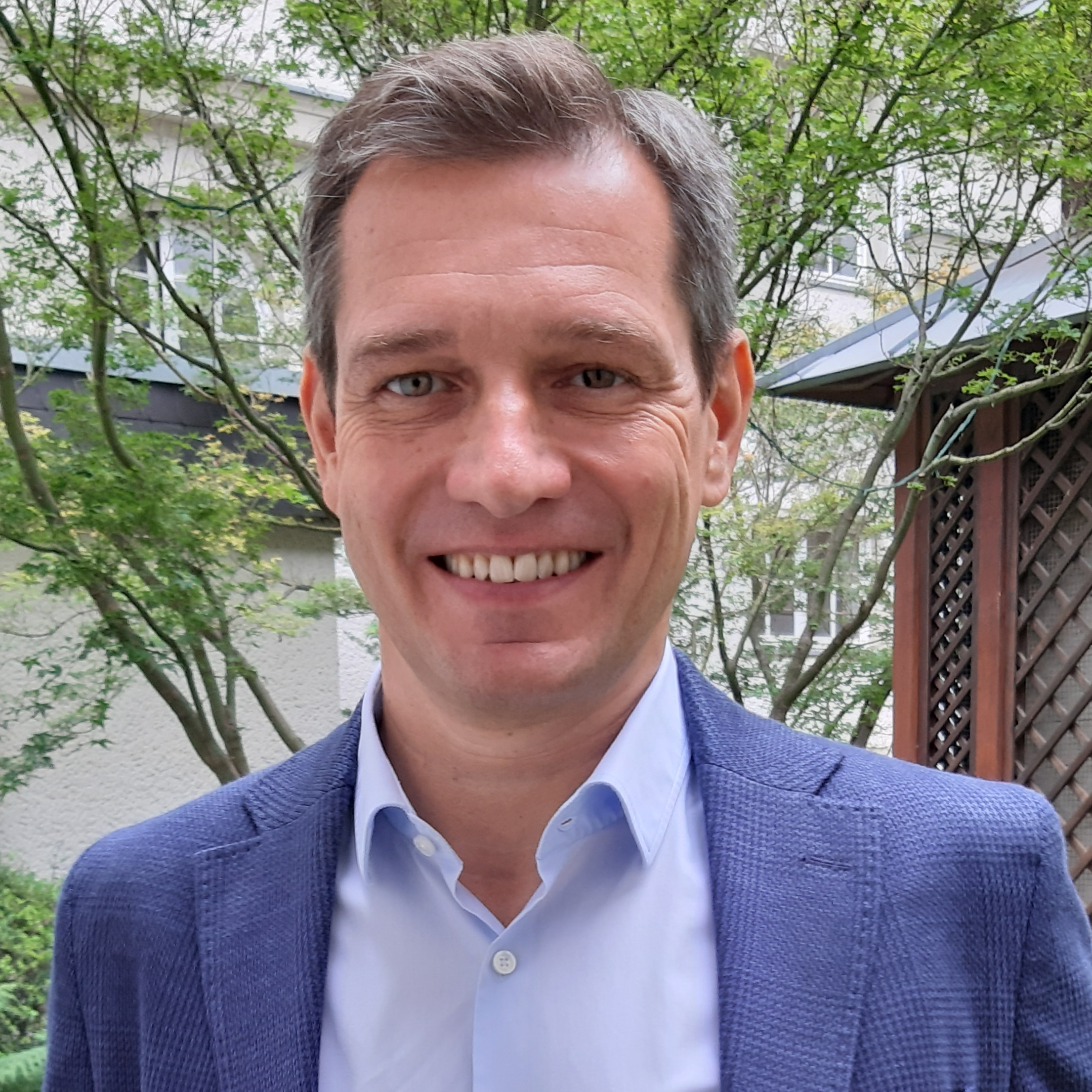
Michael Mronz (* 1967)

- Mros, Bodo (* 1930), deutscher Mediziner
- Mros, Frank-Michael (* 1963), deutscher Manager, Deutschland-Chef des Discounters Lidl (2005–2009)
- Mrosek, Andreas (* 1958), deutscher Kraftsportler und Politiker (AfD), MdL, MdB
- Mrosek, Margarete (1902–1945), deutsche Widerstandskämpferin
- Mrosk, Reinhard (* 1955), deutscher Schriftsteller
- Mrosko, Karl-Heinz (1946–2019), deutscher Fußballspieler
- Mrosla, Helmut (1936–2020), deutscher Fußballspieler und -trainer
- Mrosowskaja, Jelena († 1941), erste russische Fotografin
- Mross, Michael (* 1958), deutscher Autor, Wirtschaftsjournalist und Moderator
- Mroß, Michael (* 1969), deutscher Wirtschaftswissenschaftler
- Mross, Stefan (* 1975), deutscher Trompeter Sänger und FernsehmoderatorStefan Mross (* 1975)

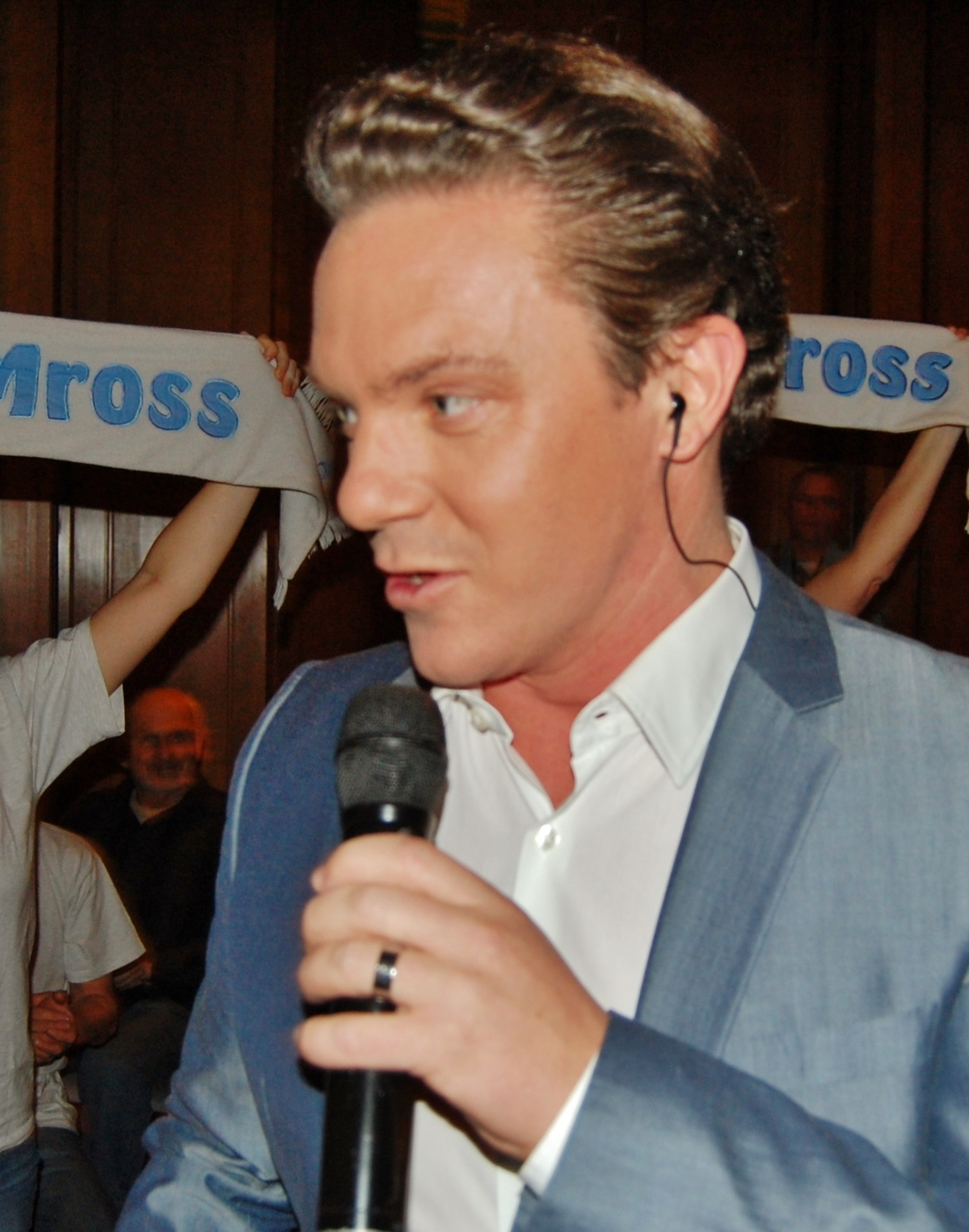
Stefan Mross (* 1975)

- Mroszczyk, Karol (1905–1976), polnischer Komponist und Musikpädagoge
- Mrotsek, schlesischer Adliger, Kastellan von Crossen und Woiwode von Oppeln
- Mrotzek, Fred (* 1965), deutscher Historiker
- Mrotzek, Horst (1926–2005), deutscher Journalist und Schriftsteller
- Mrotzek, Siegfried (1930–2000), deutscher Schriftsteller und Übersetzer
- Mroudjaé, Ali (1939–2019), komorischer Politiker, Premierminister der Komoren
- Mroué, Rabih (* 1967), libanesischer Schauspieler, Regisseur, Dramatiker und bildender Künstler
- Mrowca, Sebastian (* 1994), polnischer FußballspielerSebastian Mrowca (* 1994)

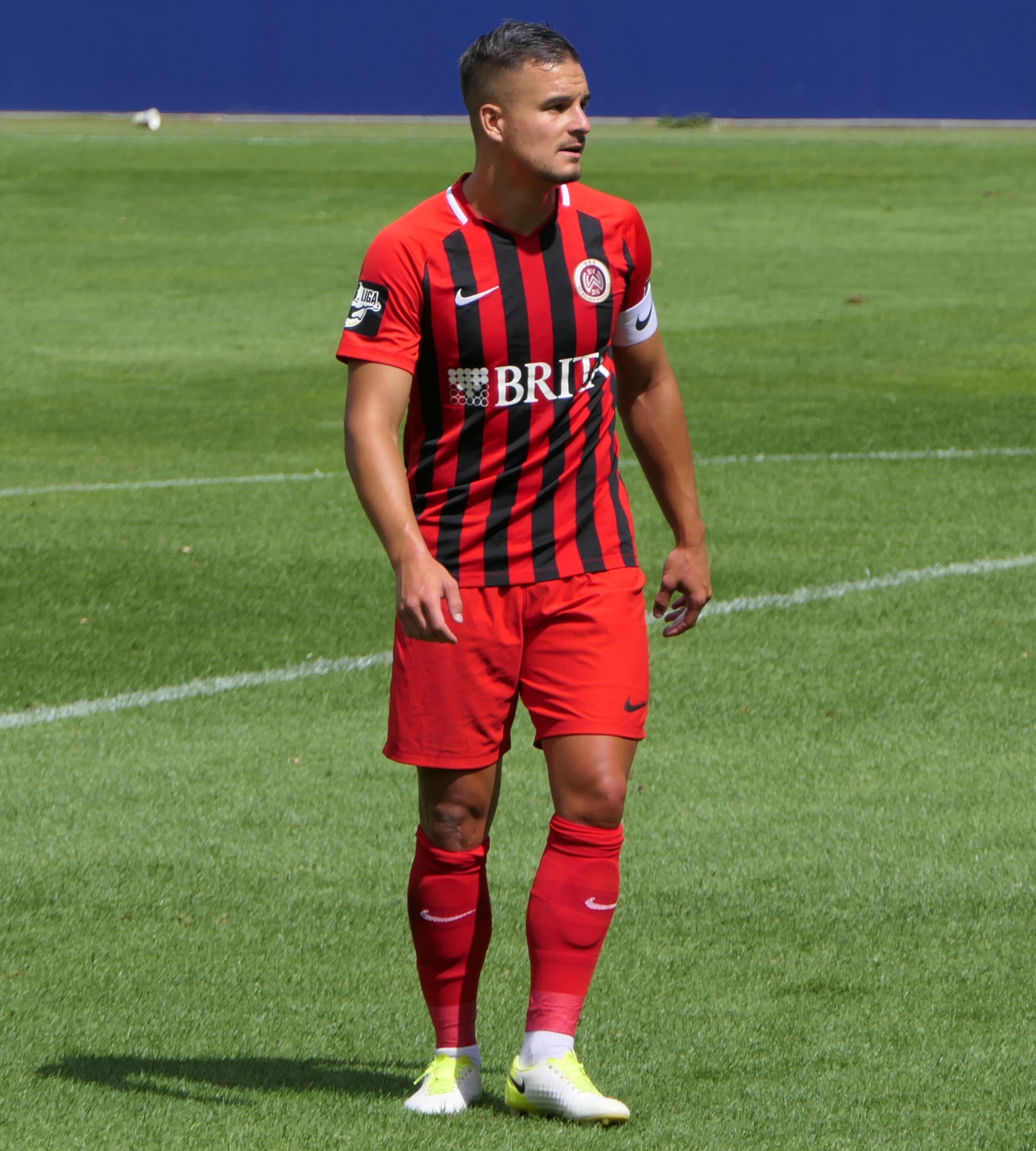
Sebastian Mrowca (* 1994)

- Mrowetz, Emil (1913–2007), deutscher Maler und Bildhauer
- Mrowiec, Adrian (* 1983), polnischer Fußballspieler
- Mrowka, Bernhard (1907–1973), deutscher Physiker
- Mrowka, Sebastian (* 1992), deutscher Bobfahrer
- Mrowka, Tomasz (* 1961), US-amerikanischer Mathematiker
- Mróz, Bartłomiej (* 1994), polnischer Badmintonspieler
- Mroz, Brandon (* 1990), US-amerikanischer Eiskunstläufer
- Mróz, Daniel (1917–1993), polnischer Zeichner, Cartoonist, Illustrator und Bühnenbildner
- Mróz, Krzysztof (* 1977), polnischer Politiker (PiS), Senator
- Mróz, Leonard (1947–2020), polnischer Opernsänger und Hochschullehrer
- Mróz, Mateusz (* 1980), polnischer Radrennfahrer
- Mróz, Remigiusz (* 1987), polnischer Schriftsteller und Jurist
- Mróz-Olszewska, Agata (1982–2008), polnische Volleyballspielerin
- Mrozeck, Gagey (* 1953), deutscher Gitarrist
- Mrozek, Bodo (* 1968), deutscher Historiker, Autor und Journalist
- Mrożek, Sławomir (1930–2013), polnischer Schriftsteller und DramatikerSławomir Mrożek (1930–2013)

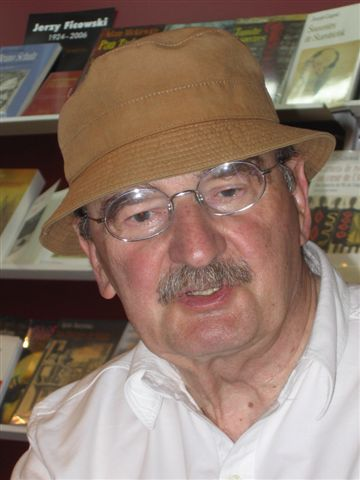
Sławomir Mrożek (1930–2013)

- Mroziewski, Witold (* 1966), polnischer römisch-katholischer Geistlicher und Weihbischof in Brooklyn
- Mrozinski, Julia (* 2000), deutsche Schwimmerin
- Mroziński, Marcin (* 1985), polnischer Sänger, Schauspieler und TV-Moderator
- Mrozowska, Zofia (1922–1983), polnische Schauspielerin
- Mrozynski, Peter (1941–2023), deutscher Jurist, Rechtsanwalt und Hochschullehrer

### Mrs
- Mrs Philarmonica, Komponistin des Spätbarock
- Mrsic, Dragomir (* 1969), schwedischer Kampfsportler und Schauspieler
- Mršič, Nik (* 1996), slowenischer Fußballspieler
- Mrsic-Flogel, Thomas (* 1975), britischer Neurobiologe
- Mrsich, Tycho (1925–2022), deutscher Rechtshistoriker
- Mrštík, Alois (1861–1925), tschechischer Schriftsteller und Dramaturg
- Mrštík, Vilém (1863–1912), tschechischer Schriftsteller, Dramaturg, Übersetzer und Literaturkritiker

### Mru
- Mrubata, McCoy (* 1959), südafrikanischer Jazzmusiker
- Mrugalla, Edgar (1938–2016), deutscher Maler und Kunstfälscher
- Mrugowsky, Joachim (1905–1948), deutscher SS-Oberführer und Leiter des Hygiene-Instituts der Waffen-SSJoachim Mrugowsky (1905–1948)

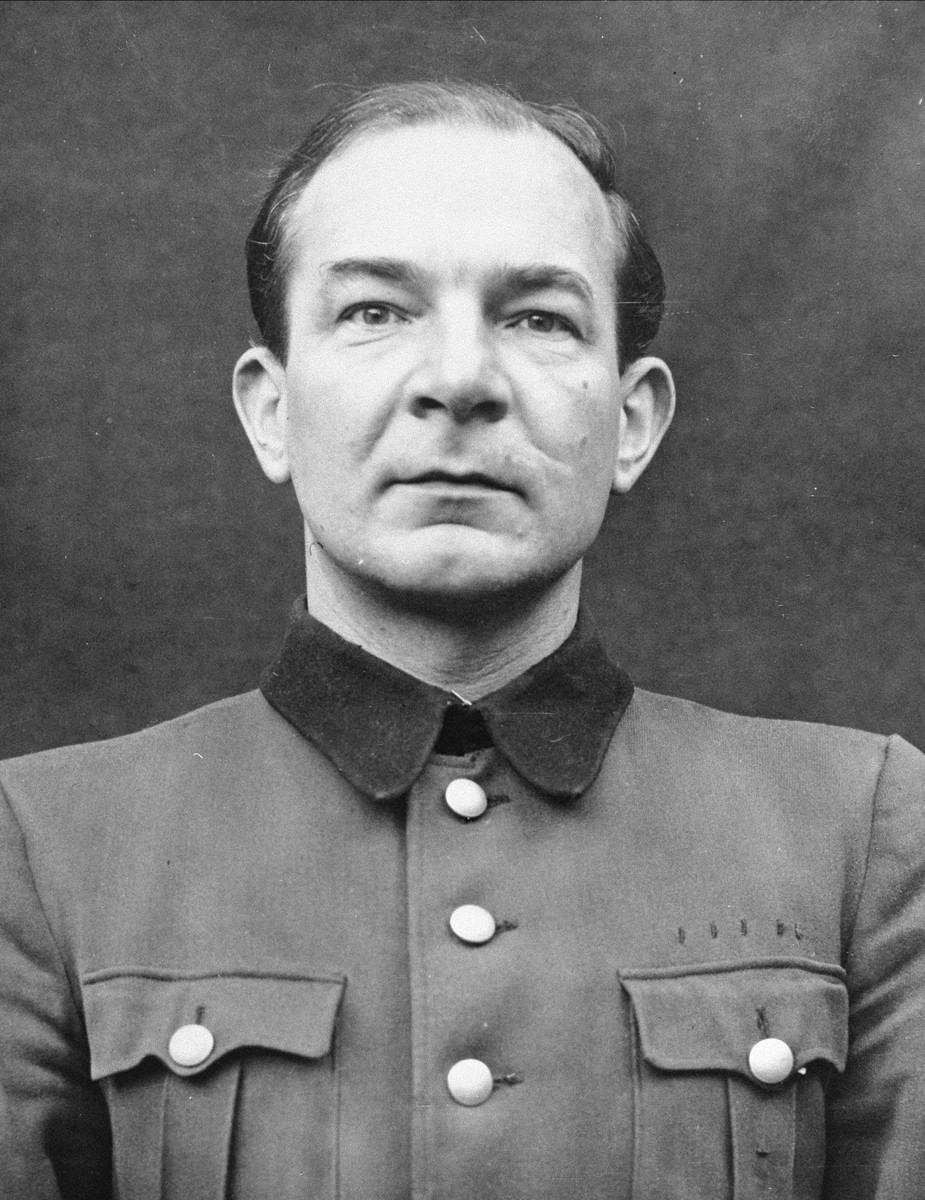
Joachim Mrugowsky (1905–1948)

- Mruk, Joseph (1903–1995), US-amerikanischer Politiker
- Mruk, Walter (1883–1942), US-amerikanischer Maler, Mitglied der Künstlergruppe Los Cinco Pintores
- Mrusek, Hans-Joachim (1920–1994), deutscher Kunsthistoriker
- Mrutyam Jayaram, Dondapati (* 2005), indischer Sprinter

### Mrv
- Mrva, Martin (* 1971), slowakischer Schachgroßmeister
- Mrva, Maxim (* 2007), tschechischer Tennisspieler
- Mrvaljević, Draško (* 1979), montenegrinischer Handballspieler
- Mrvaljević, Srđan (* 1984), montenegrinischer Judoka
- Mrvan, Frank J. (* 1969), US-amerikanischer Politiker der Demokratischen Partei
- Mrvica, Maksim (* 1975), kroatischer Pianist
- Mrvová, Alena (* 1978), slowakische Schachspielerin

### Mrw
- Mrwebi, Gwigwi (1919–1973), südafrikanischer Musiker

### Mrz
- Mrzljak, Filip (* 1993), kroatischer Fußballspieler
- Mrzljak, Josip (* 1944), kroatischer Geistlicher, emeritierter römisch-katholischer Bischof von Varaždin
- Mrzygłód, Cyprian (* 1998), polnischer Leichtathlet
- Mrzyglod, Lukas (1884–1952), Maler, Konservator und Restaurator von Denkmälern